# 天ちんの土曜サロン 人間こんさーと
『天ちんの土曜サロン 人間こんさーと』（あまちんのどようサロンにんげんこんさーと）は、東海テレビほかで放送されたトーク番組。製作局の東海テレビでは1980年6月7日から1994年9月24日まで、毎週土曜 13:00 - 13:45 (JST) に放送。名鉄百貨店の一社提供。
なお東海テレビでは「ノックは無用！」を同時ネットしていたが、その後は当番組の放送であったため、「ノンストップゲーム」はネットされなかった（左記は東海テレビと業務提携にある三重テレビ放送にて時差ネット）。

## 出演者
- 司会：天野鎮雄
- アシスタント：川島三栄子、ほか

## 概要
1976年10月にスタートした天野司会の情報番組「天ちんの土曜レポート」をリニューアルする形で1980年6月より放送開始。各界から話題の人物（第1回放送のゲストはシャンソン歌手の石井好子）を天野の自宅リビングをイメージしたセットを組んだ東海テレビのスタジオに招き（但し、ゲストの都合等により、天野らレギュラー出演者がスタジオを離れて外部の施設（ゲストの自宅やレコーディングスタジオ、名古屋市内の公立学校・ホテル・飲食店など）に赴いて収録を行う事も年に数度あった）様々なトークを展開。1986年放送では放送300回を記念して2本撮りで公開収録された。
ローカル番組ながら、杉村春子を筆頭に、岡本太郎、森光子、手塚治虫、緒形拳、太地喜和子、萩本欽一、武田鉄矢、斉藤由貴、織田裕二など全国区で第一線で活躍する人気タレント・俳優・文化人が多数出演、ローカル番組ならではの本音トークと、ラジオの深夜放送で鍛えられた天野の巧みな話術で局を代表する自社制作の人気番組として長く親しまれた。番組中には名鉄百貨店のテレビショッピング「めいてつニコニコツーハン」が放映されていた。このスタイルは『玲子のおしゃべりサロン』でも引き継がれた。
なお、名鉄百貨店は同じく東海テレビに於いて1960年代末期から1970年代中期にかけ、平日夕方に月替わりで人気歌手の名古屋ロケフィルムをバックに最新曲(番組のために制作されたオリジナル曲も存在する)をPRする「メイテツ・ミュージックカレンダー」の提供(名鉄電車との共同スポンサー)も行っていた。

## 主なゲスト
- 石井好子（第1回ゲスト）
- 市川房枝（1980年7月19日放送）
- 武田鉄矢（1980年10月4日放送）
- 伊丹十三・宮本信子（1982年8月7日放送）
- 森敦（1982年10月2日放送に出演）
- エドウィン・O・ライシャワー夫妻（1982年10月9日放送に出演）
- 富田靖子（1983年11月19日放送に出演）
- 坂東玉三郎（1984年4月21日放送（200回記念）に出演）
- 太地喜和子（1984年6月9日放送に出演）
- 栗原小巻（1984年11月24日放送に出演）
- 連城三紀彦（1984年12月29日放送に出演）
- 手塚治虫（1985年8月31日放送に出演）
- 高石ともや（1985年9月28日放送に出演）
- 益田喜頓（1986年1月25日放送に出演）
- 桂三枝（1986年3月29日放送）
- 星野仙一（1986年4月5日放送）
- 竹下景子（1986年4月19日放送に出演）
- 岡本太郎（1986年5月10日放送に出演）
- 中嶋悟（1986年10月11日放送に出演）
- 斉藤由貴（1986年12月27日放送に出演）
- 島田正吾・辰巳柳太郎（1987年6月27日放送）
- 倉本聰（1987年7月11日放送に出演）
- 倍賞美津子（1987年8月29日放送に出演）
- 沢口靖子（1987年9月26日放送に出演）
- 杉村春子（1988年3月5日放送（400回記念）に出演）
- 逸見政孝（1988年6月4日放送に出演）
- 小川真由美（1988年10月1日放送に出演）
- 間寛平（1989年3月18日放送に出演）
- 加賀まりこ（1989年4月15日放送に出演）
- 野沢直子（1989年5月27日放送に出演）
- 鷲尾いさ子（1989年8月19日放送に出演）
- 三田佳子（1990年2月24日放送（500回記念）に出演）
- 森光子（1990年4月14日放送に出演）
- 樋口可南子（1991年2月9日放送に出演）
- 久本雅美・柴田理恵（1991年4月20日放送）
- ポール牧（1991年7月13日放送に出演）
- ルー大柴（1991年7月27日放送に出演）
- 松田聖子（1991年11月2日放送に出演）
- 嘉門達夫（1991年11月16日放送に出演）
- ダチョウ倶楽部（1991年11月23日放送に出演）
- 織田裕二（1991年8月31日放送に出演）
- 佐久間良子（1992年10月10日放送に出演）
- 山口良治（1993年2月6日放送に出演）
- 松村邦洋（1993年3月13日放送に出演）
- 萩本欽一（1993年8月21日放送に出演）
- 緒形拳（1993年11月6日放送に出演）
- マルシア（1994年2月26日放送に出演）
- 高見恭子（1994年8月20日放送に出演）
- 大場久美子（1994年8月27日放送）
- 鈴木保奈美（1994年9月3日放送）、
- 立川談志
- 川島なお美
- 松尾嘉代、ほか